# ترومیژکی
ترومیژکی (به لاتین: Trumiejki) یک منطقهٔ مسکونی در لهستان است که در Gmina Prabuty واقع شده‌است.

## خصوصیات
ترومیژکی ۳۶۰ نفر جمعیت دارد.